# José Ramón Sandoval
José Ramón Sandoval Huertas (Humanes de Madrid, 2 de mayo de 1968) es un entrenador de fútbol español. Actualmente se encuentra sin equipo.

## Trayectoria
Comenzó su carrera como entrenador en 1996 dirigiendo al C. D. Humanes. Posteriormente, se hizo cargo de la A. D. Parla, equipo al que ascendió de categoría Preferente a Tercera División. Tras una segunda etapa en el Humanes, fue contratado por el Club Atlético de Pinto y jugó el play-off de ascenso a Segunda División B después de finalizar en tercera posición la competición regular. En 2006 fichó por el Getafe C. F. "B", al que también clasificó para disputar una promoción a la categoría de bronce.
En diciembre de 2007 pasó al banquillo del Rayo Vallecano de Madrid "B" y, en la temporada 2008-09, llevó al equipo a la final de la Copa Federación, donde cayeron derrotados ante el Real Jaén C. F. Una campaña después consiguió el primer ascenso a Segunda División B en la historia del filial rayista, tras ser campeones del grupo VII de Tercera División y vencer en la promoción al C. E. L'Hospitalet.
Para la temporada 2010-11 se hizo cargo del Rayo Vallecano de Madrid y cosechó un nuevo ascenso, esta vez a Primera División, tras una victoria por 3-0 lograda el día 22 de mayo de 2011 ante el Xerez C. D. en la jornada 40 del campeonato. Además, fue galardonado por el diario Marca con el Trofeo Miguel Muñoz como mejor entrenador del año en Segunda División. En la temporada 2011-12, consiguió la permanencia del Rayo en la máxima categoría después de una victoria en la última jornada ante el Granada C. F. por 1-0. A pesar de ello, la directiva del club decidió no renovar su contrato.
El 18 de octubre de 2012 fue presentado como nuevo técnico del Real Sporting de Gijón. El 10 de abril de 2013 extendió su contrato con el club asturiano, antes de concluir el campeonato en décima posición. El 4 de mayo de 2014 fue cesado como entrenador del Sporting.
El 1 de mayo de 2015 se anunció su incorporación al Granada C. F. en sustitución de Abel Resino y logró salvar al equipo del descenso a la Segunda División tras obtener tres victorias y un empate en los cuatro partidos que dirigió. Continuó al frente del conjunto andaluz hasta su destitución el 22 de febrero de 2016.
Regresó al Rayo Vallecano para la temporada 2016-17, aunque fue cesado del cargo el 6 de noviembre.
El 13 de febrero de 2018, fichó como nuevo técnico del Córdoba C. F., con el que consiguió permanecer en Segunda División tras sumar diez victorias, dos empates y cuatro derrotas en los dieciséis partidos que dirigió. Al término de la temporada 2017-18 no alcanzó un acuerdo con el club para renovar su contrato. Sin embargo, el 3 de agosto el Córdoba anunció su regreso como entrenador para la campaña 2018-19. Fue destituido del cargo el 18 de noviembre, tras la disputa de la jornada 14 del campeonato.
El 11 de marzo de 2020, se convirtió en nuevo técnico del CF Fuenlabrada, con el que se quedó a las puertas de disputar la promoción de ascenso. Sin embargo, el 2 de febrero de 2021 fue cesado en sus funciones. Sandoval puso fin a su etapa dirigiendo al equipo madrileño en 37 encuentros (34 de Liga y tres de Copa).
El 7 de marzo de 2022, se hizo oficial su regreso al CF Fuenlabrada de la Segunda División de España. El 26 de mayo de 2022, tras no haber podido conseguir la salvación, confirmó que no iba a continuar en el banquillo del Estadio Fernando Torres la próxima temporada.
El 19 de marzo de 2024, se hizo cargo del Granada C. F. de Primera División, sustituyendo al uruguayo Alexander Medina, estando el equipo nazarí en la penúltima posición de la tabla y a trece puntos de la salvación. Sin embargo, en esta ocasión no logró alcanzar la permanencia para el conjunto andaluz.

## Clubes
| Club                   | País   | Año       | P   | G  | E  | P  | GF  | GC  | DG  | %      |
| ---------------------- | ------ | --------- | --- | -- | -- | -- | --- | --- | --- | ------ |
| C. D. Humanes          | España | 1996-1999 | 102 | 48 | 21 | 33 | 187 | 148 | 39  | 47.06% |
| A. D. Parla            | España | 1999-2001 | 72  | 43 | 12 | 17 | 140 | 76  | 64  | 59.72% |
| C. D. Humanes          | España | 2001-2003 | 68  | 31 | 17 | 20 | 140 | 118 | 22  | 45.59% |
| Club Atlético de Pinto | España | 2003-2004 | 40  | 19 | 12 | 9  | 72  | 36  | 36  | 47.50% |
| Getafe C. F. "B"       | España | 2006-2007 | 42  | 20 | 7  | 15 | 56  | 43  | 13  | 47.62% |
| Rayo Vallecano "B"     | España | 2007-2010 | 132 | 60 | 46 | 26 | 177 | 98  | 79  | 45.45% |
| Rayo Vallecano         | España | 2010-2012 | 84  | 38 | 14 | 32 | 136 | 130 | 6   | 45.24% |
| Real Sporting de Gijón | España | 2012-2014 | 73  | 27 | 23 | 23 | 109 | 91  | 18  | 36.99% |
| Granada C. F.          | España | 2015-2016 | 33  | 9  | 6  | 18 | 35  | 61  | -26 | 27.27% |
| Rayo Vallecano         | España | 2016      | 15  | 5  | 4  | 6  | 18  | 18  | 0   | 33.33% |
| Córdoba C. F.          | España | 2018      | 33  | 14 | 7  | 12 | 50  | 49  | 1   | 42.42% |
| C. F. Fuenlabrada      | España | 2020-2021 | 37  | 13 | 16 | 8  | 42  | 34  | 8   | 35.14% |
| C. F. Fuenlabrada      | España | 2022      | 12  | 2  | 1  | 9  | 15  | 27  | -12 | 16.67% |
| Granada C. F.          | España | 2024      | 9   | 2  | 1  | 6  | 8   | 14  | -6  | 22.22% |

## Palmarés

### Distinciones individuales
| Distinción                             | Año  |
| -------------------------------------- | ---- |
| Trofeo Miguel Muñoz (Segunda División) | 2011 |